# VLC (технология передачи данных)
VLC (англ. Visible Light Communication, связь по видимому свету) — технология, которая позволяет источнику света, в дополнение к освещению, передавать информацию, используя световой сигнал.
VLC использует видимый свет с оптическим спектром (примерно 400—800 ТГц). Эта технология может использовать флуоресцентные лампы для передачи сигналов со скоростью 10 кбит/с или светодиоды со скоростью до 500 Мбит/сек. Нельзя отнести любую технологию, которая использует видимый световой сигнал, к VLC (как, например, Оптический телеграф). Обязательным условием является неразличимость человеческим глазом факта передачи информации.
При высокой частоте затухания и включения света вспышки становятся неразличимы для человеческого глаза, в то же время они способны нести большую информационную нагрузку. Возможность передавать данные таким способом возникла вследствие широкого использования светодиодных ламп.

## История
Концепция VLC возникла в 1880 году, когда учёный Александр Белл и его помощник Чарльз Самнер Тэйнтер сумели осуществить беспроводную передачу голоса на несколько сотен метров при помощи системы, которую они назвали фотофоном и который работал на модулированных световых лучах.
В 2003 году ряд японских компаний создаёт консорциум по VLCC для исследования, планирования, развития и стандартизации японских систем VLС. В 2006 году в Чешской Республике изобретён прибор RONJA (free space optics), способный осуществлять беспроводную передачу информации при помощи видимых лучей на расстояние около 1,4 км и инфракрасных лучей на расстояние до 78 метров.
В 2009 году VLCC выпускает свой первый стандарт VLC. В 2011 году исследователи Эдинбургского университета сумели передать информацию со скоростью 100 Мбит/с при помощи стандартной бюджетной светодиодной лампы. Компания Philips в 2015 году начала сотрудничать с гипермаркетами Carrefour в области предоставления информации на смартфоны покупателей путём VLC.
В 2016 году изобретена новая беспроводная сеть, которая для передачи данных использует видимый свет и не использует модуляцию оптических источников света. Идея заключается в том, что для передачи данных используют генератор вибрации.